# Hans Billian
Hans Billian, właściwie Hans Joachim Hubert Backe (ur. 15 kwietnia 1918 we Wrocławiu, zmarł 18 grudnia 2007 w bawarskim Gräfelfing) – niemiecki reżyser filmowy, scenarzysta i aktor, znany przede wszystkim z reżyserii filmów pornograficznych w latach 70. XX wieku. Jego dorobek artystyczny składa się z 35 filmów fabularnych, 60 sfilmowanych scenariuszy, 80 krótkometrażowych filmów oraz kilku powieści. Często posługiwał się pseudonimami i występował jako Hans Billan, Phillip Halidday oraz Christian Kessler.

## Początki kariery
Billian jako nastolatek chciał zostać śpiewakiem operowym. Brał udział w przesłuchaniu w Operze Wrocławskiej. Udzielono mu porady, by na kilka lat zrezygnował z marzeń o śpiewaniu operowym, ponieważ jego głos nie był jeszcze dostatecznie rozwinięty. Billian wstąpił na 9 lat do służby wojskowej. Po zakończeniu II wojny światowej jeszcze raz próbował zostać śpiewakiem, nie dostał angażu w operze, gdyż podczas kariery wojskowej uszkodził mu się głos i uniemożliwiło to pracę w operze jako wokalista. Billian osiadł w RFN i rozpoczął pracę jako aktor w teatrach w Hamburgu i Wolfenbüttel. Dorabiał również jako asystent reżysera. W 1947 roku został obsadzony w filmie Arche Nora. Po pięciu latach zrezygnował z pracy w teatrze, głównie ze względu na negatywne oceny ze strony krytyków na jego grę aktorską.

## Kariera w dorosłości
W 1950 roku Billian szukał pracy w biurach prasowych różnych przedsiębiorstw zajmujących się produkcją filmową. W tym samym roku został zatrudniony w Constantin Film, która miała swoją siedzibę we Frankfurcie nad Menem. Kariera w Constantin Film okazała się dużym sukcesem, Billian odpowiedzialny był za kierownictwo produkcji. Po 11 latach pracy, w 1961 roku, Billian postanowił zostać niezależnym scenarzystą i reżyserem, tym samym kończąc współpracę z Constantin Film. „Czułem się jak oficer”, tłumaczył powody swojej decyzji. Specjalizował się głównie w realizacji gatunku Heimatfilm, na swoim koncie ma też filmy, określane jako szlagiery kina niemieckiego: So liebt und küßt man in Tirol (1961), Übermut im Salzkammergut (1963) czy Ich kauf mir lieber einen Tirolerhut (1965). W latach 1967–1968 ponownie pracował w Constantin Film, tym razem jako główny scenarzysta. Został zwolniony, gdy kierownictwo dowiedziało się, że Billian zaproponował konkurencyjnej wytwórni filmowej Gloria odrzucony scenariusz filmu przez Constantin Film. Pod koniec lat 60. i na początku lat 70. zajął się reżyserią komedii softcore, m.in. Das Mädchen mit der Heissen Masche (1972), z Sybil Danning w roli głównej.

## Reżyser filmów pornograficznych
W 1973 roku zrealizował serię 11 krótkometrażowych filmów pornograficznych hardcore na zlecenie szwedzkiego przedsiębiorstwa Venus Film. Kiedy został zniesiony zakaz pokazywania filmów pornograficznych w Niemczech w 1975 roku, Billian rozpoczął reżyserowanie filmów hardcore, maksymalnie trwających 22 minut. W tym samym roku wyreżyserował swój pierwszy długometrażowy film fabularny hardcore Bienenstich im Liebesnest (wersja soft filmu znana pod nazwą Im Gasthaus zum scharfen Hirschen, lub też Zimmermädchen machen es gern).
Rok później zrealizował Josefine Mutzenbacher – Wie sie wirklich war? 1. Teil z Patricią Rhomberg w roli głównej. Film przedstawia wczesne życie znanej w niemieckiej i austriackiej kulturze Josefine Mutzenbacher, wiedeńskiej kurtyzany (scenariusz filmu oparto o powieść erotyczną Josefine Mutzenbacher – Die Lebensgeschichte Einer Wienerischen Dirne von Ihr Selbst Erzählt, opublikowaną pierwszy raz anonimowo w 1906 roku, w Austrii, jednak autorstwo książki przypisywane jest pisarzowi Feliksowi Saltenowi). Film o przygodach Josefine Mutzenbacher, jest uważany za niezwykle udany i najlepszy ze wszystkich filmów w dorobku Billiana, ponadto doczekał się wielu sequeli. To właśnie w latach 70. Billian nawiązał kilkuletnią, owocną współpracę przy realizacji filmów pornograficznych z producentem Gunterem Otto. W wyniku problemów finansowych, związanych z kryzysem na rynku filmów pornograficznych na przełomie lat 70. i 80., Billian zrezygnował z reżyserii filmów. W 1990 roku zrealizował ostatni film porno w swojej karierze dla firmy Tabu. Krytycy nie pozostawili suchej nitki na produkcji, twierdząc, iż Billian swoje złote czasy ma za sobą i w żaden sposób nie można porównywać filmu do tych z lat siedemdziesiątych.

## Starość
Pod koniec życia wystąpił w dwóch odcinkach (262 i 283) programu telewizyjnego Aktenzeichen XY... ungelöst, pod względem formuły, przypominającego polski Magazyn Kryminalny 997.

## Życie prywatne
Partnerką Hansa Billiana przez kilka lat była Patricia Rhomberg, z zawodu asystentka medyczna, którą Billian przekonał, by spróbowała swoich sił i zagrała w kilkunastu filmach pornograficznych krótko- i długometrażowych.

## Wybrana filmografia
- 1963: Übermut im Salzkammergut
- 1964: Die lustigen Weiber von Tirol
- 1965: Ich kauf mir lieber einen Tirolerhut
- 1966: Das Spukschloß im Salzkammergut
- 1967: Hörig bis zur letzten Sünde
- 1969: Pudelnackt in Oberbayern
- 1970: Die fleißigen Bienen vom fröhlichen Bock
- 1972: Das Mädchen mit der heißen Masche
- 1976: Josefine Mutzenbacher – Wie sie wirklich war
- 1977: Kasimir der Kuckuckskleber